# Pinheiros (bairro)
Pinheiros é um bairro nobre  situado na zona oeste do município de São Paulo pertencente ao distrito de Pinheiros, estabelecido em 1560 às margens do Rio Pinheiros. Atualmente, possui três estações de Metrô da Linha 4-Amarela: Estação Pinheiros (possui integração com estação de trem da ViaMobilidade e terminal de ônibus urbano), localizada próximo à Avenida das Nações Unidas e ao Sesc Pinheiros; Faria Lima, localizada na Avenida Brigadeiro Faria Lima, junto ao Largo da Batata, e a Fradique Coutinho, localizada na Rua dos Pinheiros. Sedia diversas empresas, tais como: Odebrecht (atual Novonor), Brasilinvest, Unibanco e 3DTEK.
Limita-se com os bairros: Jardim Paulistano, Vila Madalena e Alto de Pinheiros, além de Cidade Jardim e City Butantã, localizados na outra margem do rio Pinheiros. O bairro é classificado pelo CRECI como "Zona de Valor B", assim como outras áreas nobres da capital como Jardim Marajoara, Vila Olímpia e Bela Vista.

## História

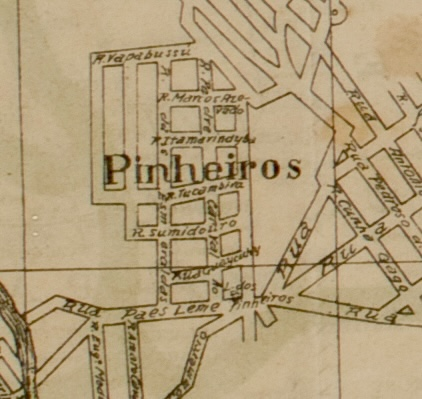
Traçado do bairro, Mapa Oficial da cidade em 1929.

### Aldeamento de Pinheiros
Pinheiros e São Miguel Paulista são considerados os dois primeiros bairros paulistanos, em função de sua criação relacionada à Vila de São Paulo, inicialmente como aldeamentos, posteriormente convertidos em freguesias e vilas. A criação de aldeias indígenas no entorno da recém fundada Vila de São Paulo fez parte da política jesuítica de aldeamento (com instalação de capelas) para fixação e conversão indígena. Dentre as primeiras aldeias indígenas instituídas pelos jesuítas ao redor da Vila de São Paulo, estão Barueri, Itapecerica, Pinheiros, Carapicuíba, Guarulhos e Itaquaquecetuba, mas posteriormente também Embu, Cotia, Mogi e outras. Somente Carapicuíba conserva a configuração de aldeia, enquanto M'Boy (atualmente Embu das Artes) foi a única que preservou o antigo colégio jesuítico (atual Museu de Arte Sacra de Embu).

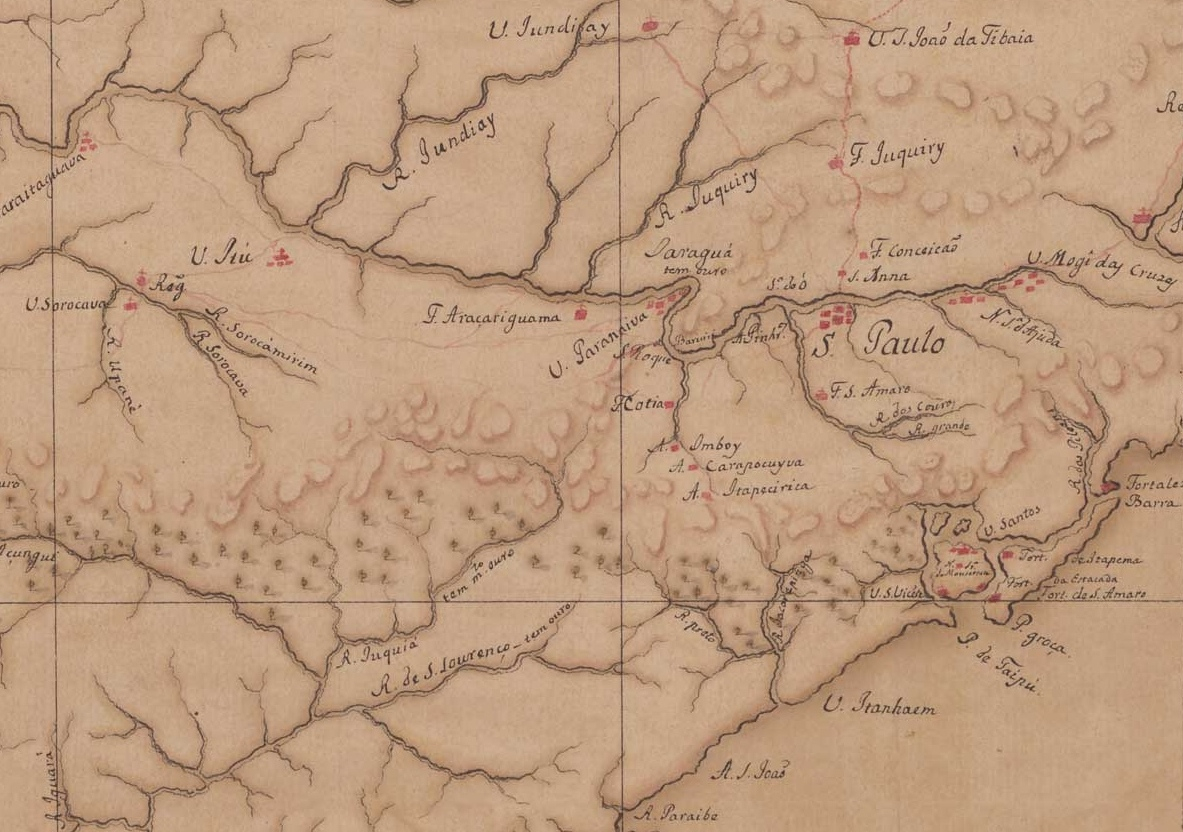
Aldeia de Pinheiros em detalhe da "Costa do Brasil desde a ponta de Itapetininga, São Paulo, até o rio Imbou ao sul da Ilha de Santa Catarina" (1750)

A Aldeia de Pinheiros foi inicialmente constituída por algumas dezenas de indígenas provenientes da Aldeia de São Paulo do Campo, estabelecida no primeiro semestre de 1553 na colina de Inhapuambuçu pelos integrantes das aldeias de Jeribatiba, Piratininga e Guaré. Os indígenas que se dirigiram a Pinheiros haviam saído da aldeia de São Paulo do Campo em função da chegada dos habitantes de Santo André da Borda do Campo, transferidos em 1560 para São Paulo do Campo, e que resultou na fundação, nesse mesmo ano, da Vila de São Paulo de Piratininga. De acordo com Eudes Campos: "A chegada dos portugueses vindos de Santo André provocou a imediata retirada dos índios, que, abandonando suas casas, foram reunir-se em dois pontos afastados, transformados depois em aldeamentos, Pinheiros e Ururaí (São Miguel Paulista)".
Instalada em 1560 às margens do Rio Grande - posteriormente conhecido como Rio Pinheiros - supostamente no local hoje ocupado pela Matriz Paroquial de Nossa Senhora do Monte Serrate de Pinheiros, a área fazia parte de uma enorme sesmaria doada em 1532 por Martim Afonso de Sousa a Pero de Góis, cujas terras se estendiam do atual Butantã à cabeceira do riacho Água Branca. No século XVII, essas terras passaram a pertencer ao bandeirante Fernão Dias Paes ("Caçador de Esmeraldas"), um dos responsáveis pela expulsão provisória dos jesuítas do local, pois como bandeirante praticava a captura e escravização dos indígenas.
Há divergências sobre a origem do nome de Pinheiros. Geralmente aceita-se que seja devido à grande ocorrência de araucárias nas terras onde o bairro surgiu. Entretanto, João Mendes de Almeida, em seu Dicionário Geográfico da Província de S. Paulo  discorda dessa versão, informando que os índios tupis chamavam o rio de Pi-iêrê, que significa "derramado", em alusão ao transbordamento das águas que alagava as margens. Por corruptela, a palavra Pi-iêre teria se transformado em Pinheiros. A existência dos pinheiros, segundo o autor, serviu "só para operar mais facilmente a corruptela".
Conhecida, a partir de então, como Aldeia dos Pinheiros ou Aldeia de Pinheiros, os padres jesuítas ergueram, no local, uma capela para a catequese dos índios, com o nome de Nossa Senhora dos Pinheiros. Por estar às margens do Rio Pinheiros, a aldeia teve uma função estratégica de ajudar os viajantes em sua travessia. Por essa razão, sua importância acentuou-se com a construção de mais vilas ao sul e da primeira ponte de madeira destinada a atravessar rio, em 1687, pelos habitantes de Santana do Parnaíba, Itu, Sorocaba e Pinheiros. O primeiro desenvolvimento econômico e populacional da Aldeia de Pinheiros foi possibilitado pelo Sítio do Capão, uma propriedade localizada nas terras da sesmaria, principalmente quando está se encontrou sob o comando de Fernão Dias Paes Leme e neto do antigo dono da sesmaria.

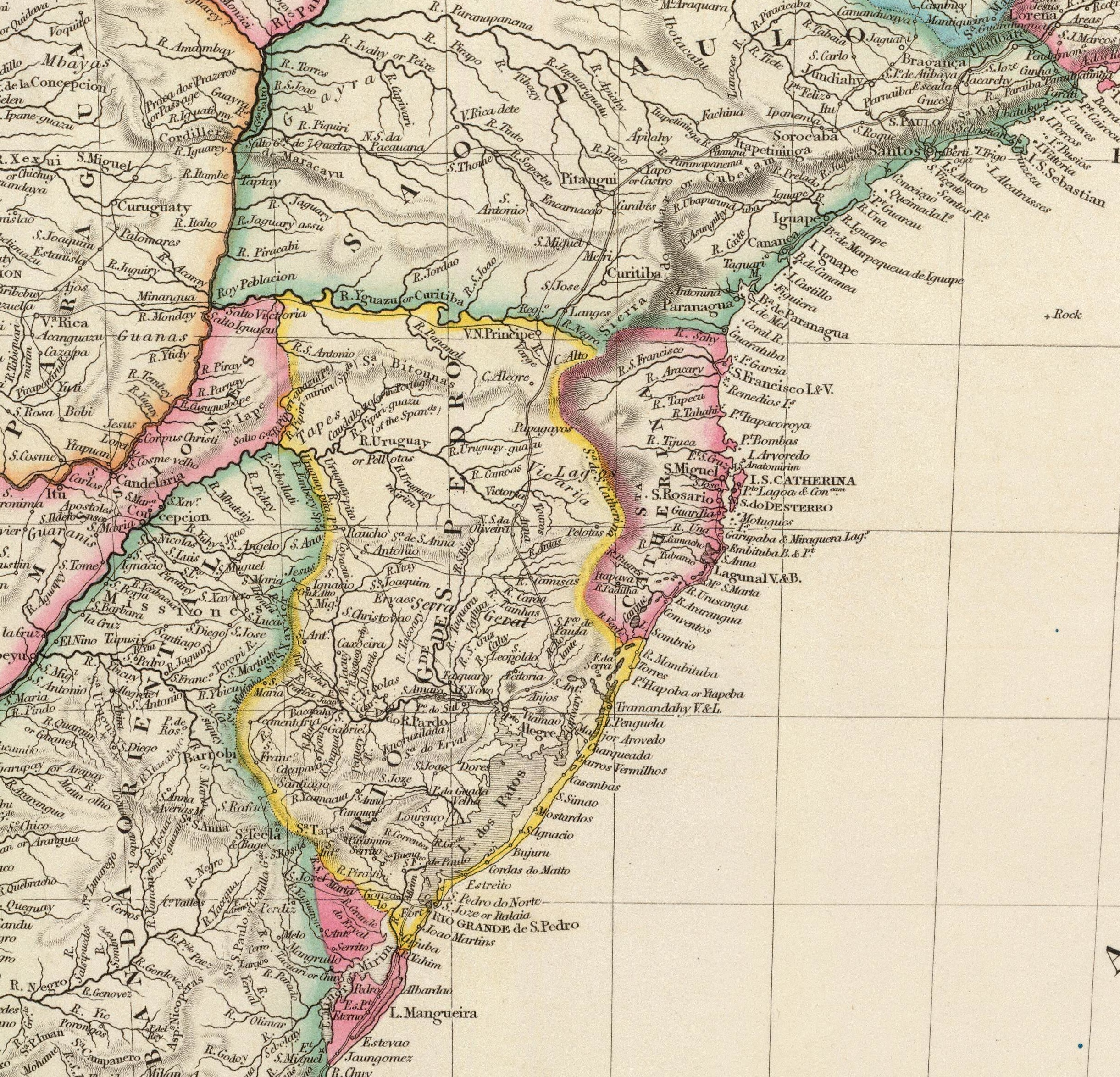
Caminho das Tropas em detalhe do mapa "Brazil" (1844), de John Arrowsmith

### O Caminho dos Pinheiros
A Aldeia dos Pinheiros foi originalmente instalada na confluência do Rio Pinheiros com o Caminho do Peabiru (pré-cabralino), como projeto de conversão e aldeamento indígena, mas também como ponto de parada entre a Vila de São Paulo de Piratininga e o oeste da Capitania de São Vicente. A antiguidade do Caminho do Peabiru pode ser atestada pela quantidade de casas e fazendas que foram estabelecidas ao longo desse trajeto já na primeira metade do século XVII, algumas delas tombadas pelo IPHAN, como a Casa do Butantã, o Sítio do Mandu, o Sítio do Padre Inácio e Sítio Santo Antônio e outras depois de São Roque.
O trecho do antigo Caminho do Peabiru que passou a ser usado pelos novos habitantes da Vila de São Paulo em direção ao oeste foi inicialmente chamado de Caminho dos Pinheiros: vindo do litoral, passava pela parte baixa da atual Praça da Sé (o Largo da Sé, nos séculos XVIII e XIX), prosseguia pelas atuais Rua Direita, Largo da Misericórdia, Rua José Bonifácio, Largo da Memória, Rua Quirino de Andrade, Rua da Consolação, Avenida Rebouças e Rua dos Pinheiros, Praça João Nassar, Rua Paes Leme e Rua Butantã. O Peabiru incluía a travessia de barco pelo atual Rio Pinheiros (na altura da atual Ponte Bernardo Goldfarb) e prosseguia rumo à atual Praça Jorge de Lima (antiga Praça da Paineira), Rua MMDC, Rua Reação e início da atual Rodovia Raposo Tavares, em local próximo à Casa do Butantã. Esse caminho foi posteriormente explorado pelos bandeirantes (século XVII) e pelos tropeiros (séculos XVIII e XIX), passando a ser conhecido com o nome de Caminho do Sertão, Caminho das Tropas, Caminho de Cotia, Caminho de Sorocaba e outras designações.
No início do século XVII, o Caminho de Pinheiros era um dos mais destacados da Vila de São Paulo, por ser o único acesso à aldeia e às terras além do rio, no sentido oeste. Solicitada desde 1632, a primeira ponte (de madeira) sobre o rio foi construída apenas em 1687, ligando a região às vilas e sítios que foram instalados ao longo do Caminho das Tropas, como Cotia, São Roque e Sorocaba. A ponte foi várias vezes destruída, principalmente por enchentes, cabendo aos moradores das vilas vizinhas arcar com as despesas de reconstrução. Somente em 1865 foi erguida uma ponte de metal. Além da ponte, os moradores custeavam a manutenção do Caminho de Pinheiros que levava ao centro da Vila de São Paulo.
Em 1786 iniciou-se a construção de uma estrada ligando Pinheiros aos campos de Santo Amaro, que hoje corresponde à Avenida Brigadeiro Faria Lima. No final do século XIX, essa estrada foi sendo estendida para o sentido oposto até a Lapa, recebendo inicialmente o nome de Estrada da Boiada, hoje correspondente aos trechos designados por Rua Fernão Dias, Rua dos Macunis e Avenida Diógenes Ribeiro de Lima.

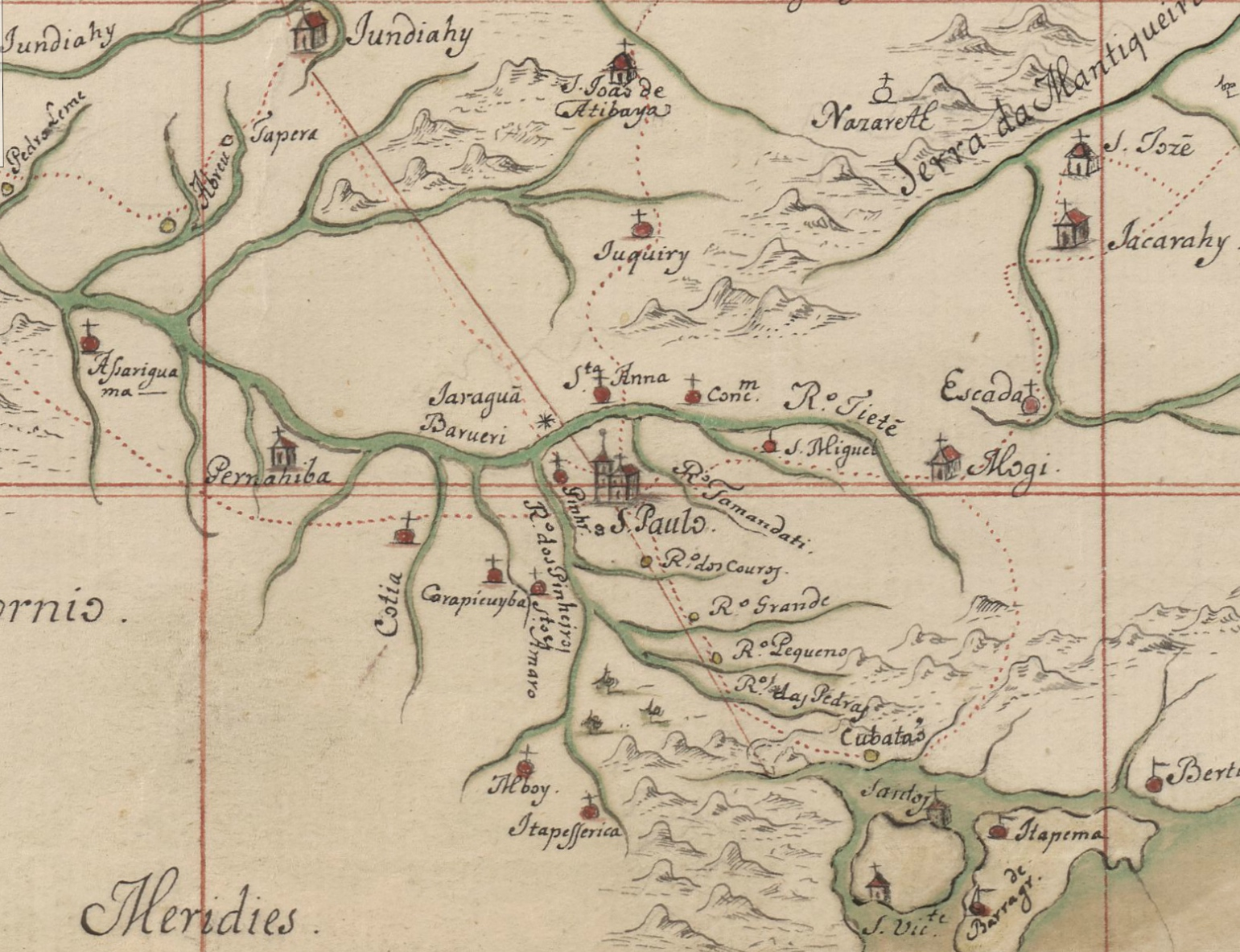
Arraial de Pinheiros no "Mappa da capitania de S. Paulo" de Francesco Tosi Colombina (meados do século XVIII)

### Da Aldeia de Pinheiros à Vila dos Pinheiros
Em função da provisão régia de 12 de outubro de 1727 do Rei Dom João V de Portugal, que proibiu a língua geral nas povoações de colonos e em núcleos mistos, e ainda determinou nelas o ensino do português e dos ofícios mecânicos, a Aldeia de Pinheiros iniciou a fase de perda de sua cultura e formas indígenas de vida. A situação acentuou-se a partir de 1757, quando o Rei de Portugal Dom José I, através de seu ministro, o Marquês de Pombal, publicou o Diretório dos Índios, que elevou os aldeamentos indígenas à condição de aldeias ou vilas, dependendo do caso, extinguindo sua administração religiosa e sujeitando-as à administração dos governadores de cada capitania. O Diretório dos Índios coibiu a escravização dos indígenas, incentivou o casamento de colonos brancos com indígenas, determinou a substituição da língua geral pela língua portuguesa, estabeleceu punição contra discriminações e determinou a obrigatoriedade do ensino da "Doutrina Cristã, a ler, escrever, e contar, na forma que se pratica em todas as escolas das nações civilizadas".
Somente em 1798 o Diretório dos Índios foi revogado, e os índios aldeados foram emancipados e equiparados aos demais habitantes do Brasil. Ao longo do século XVIII, portanto, a Aldeia de Pinheiros perdeu a maior parte da cultura e das formas indígenas de vida, iniciando seu período como vila de configuração portuguesa e formas de vida adaptadas ao catolicismo, à expansão das vilas paulistas e à legislação colonial e imperial brasileira. Quando Auguste de Saint-Hilaire, passou pela Vila dos Pinheiros em 1819, durante uma viagem de São Paulo a Sorocaba, observou: “não existe mais nesta aldeia um único descendente de guaianás. A população foi muitas vezes renovada e aniquilada”.

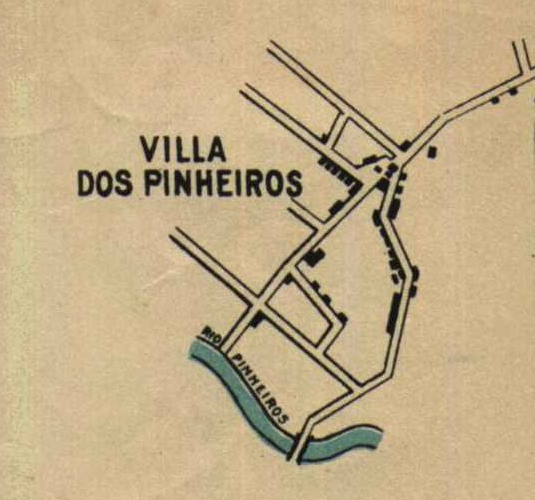
Vila dos Pinheiros em 1897

### A Vila dos Pinheiros no século XIX
Convertida em arraial e depois em vila, Pinheiros tornou-se povoado misto, passando a atrair, ao longo de todo o século XIX, moradores de outras regiões geográficas. Nesse período, Pinheiros recebeu a construção de dezenas de casas, adquirindo uma configuração próxima à de outras vilas e cidades paulistas (uma parte do casario do século XIX chegou ao século XX e foi mesclada com casas da primeira metade do século XX, algumas das quais ainda existem nas ruas mais antigas do bairro).

O "Mappa da capitania de S. Paulo" de Francesco Tosi Colombina (meados do século XVIII) já não exibe mais aldeias, porém sítios, arraiais, fortalezas, vilas e cidades, classificando Pinheiros como arraial. O mais antigo mapa do arruamento da Vila dos Pinheiros, no entanto, é visível somente na "Planta Geral da Capital de São Paulo organizada sob a direção do Dr. Gomes Cardim", de 1897. A Vila de Pinheiros mostra-se, nesse mapa, distante da configuração da Aldeia de Pinheiros, com um arruamento já expandido ao longo do século XIX e que, a partir do início do século XX, sofreu o impacto da expansão urbana e imobiliária da cidade de São Paulo, recebendo os primeiros bairros operários e o transporte de bonde a partir da década de 1910.

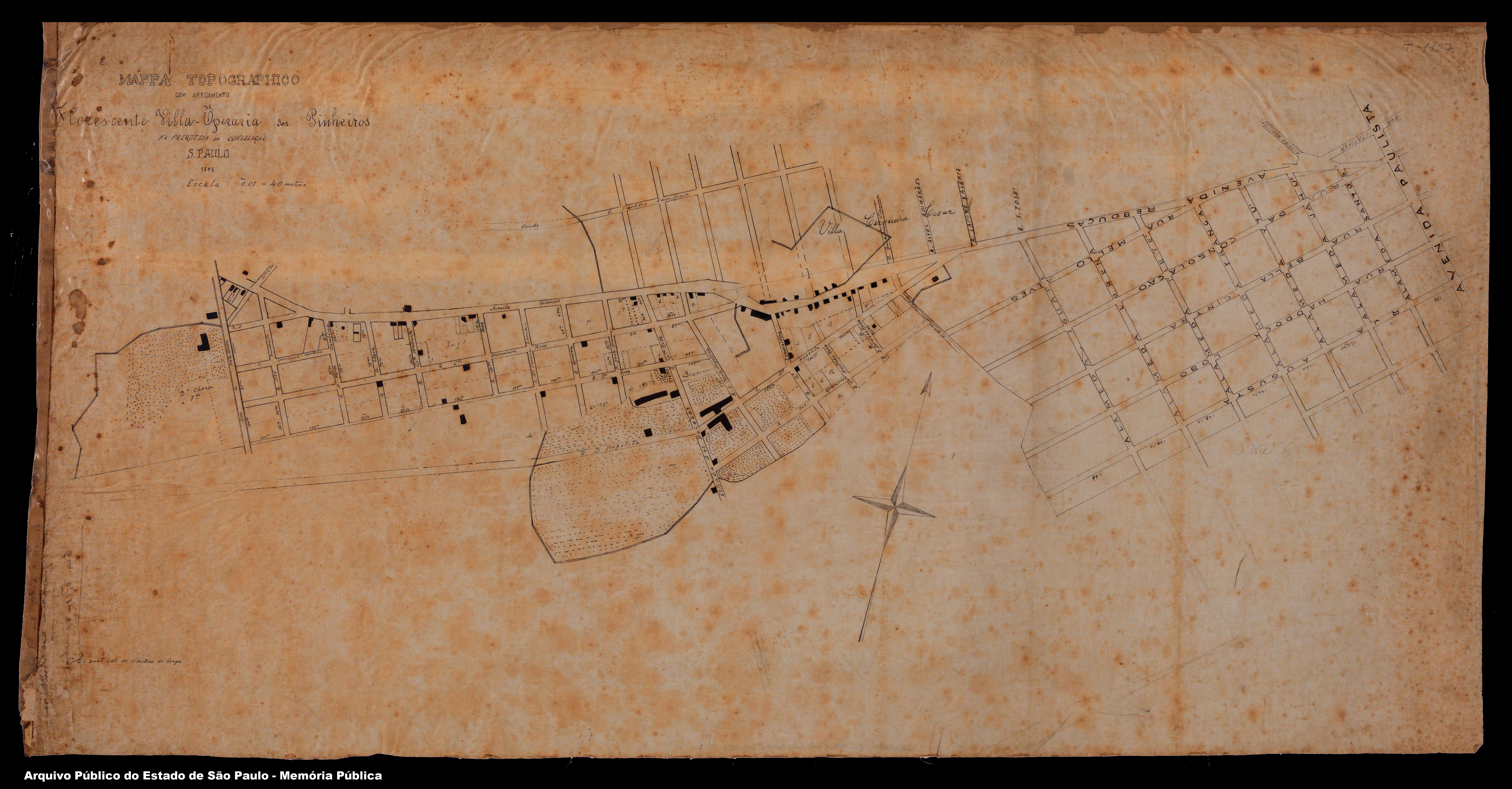
Planta da Vila Operária de Pinheiros em 1897

### Urbanização do bairro

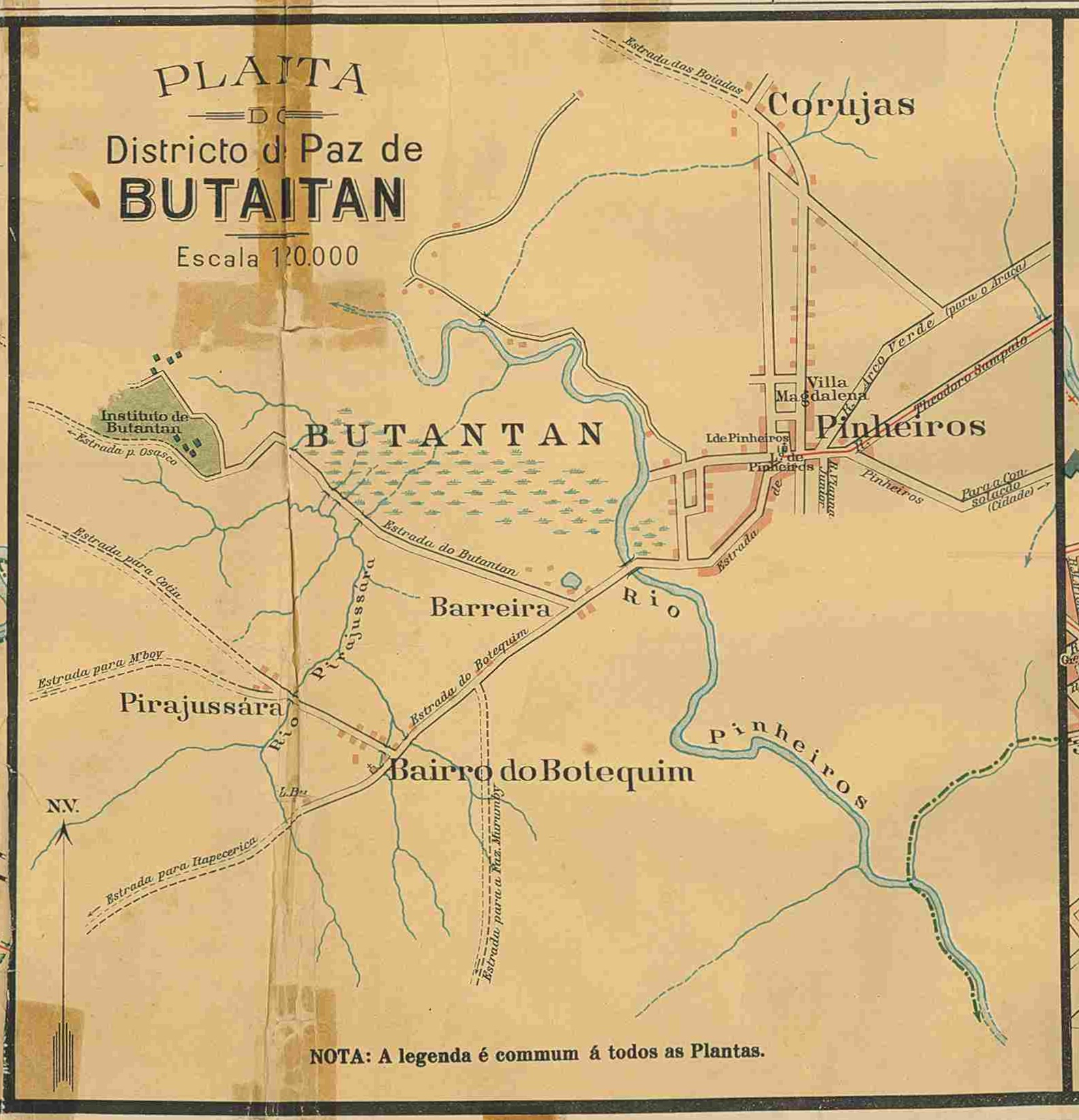
Bairros de Pinheiros e Butantã em 1913

A população da vila iniciou-se com algumas dezenas de indígenas em na Aldeia de Pinheiros e chegou ao final do século XIX, já como bairro de Pinheiros, com cerca de 200 casas. A primeira padaria foi inaugurada em 1890 e a segunda em 1900. Nesse período ainda havia um pouso para tropeiros e a economia era principalmente de subsistência, com a comercialização de alguns itens agrícolas ou produzidos em carvoarias e olarias, devido à excelente argila da região. Nestas olarias eram fabricados tijolos e telhas, que aos poucos foram substituindo a taipa de mão nas construções de toda a cidade de São Paulo.
A urbanização e desenvolvimento econômico pós-colonial tiveram início na região apenas no ciclo do café: na transição do século XIX para o XX a região recebeu imigrantes italianos e, na primeira metade do século XX, de japoneses. Os mapas de São Paulo, ao longo do século XIX, frequentemente indicam a Estrada de Cotia ou Estrada de Sorocaba e, até o final desse século, século, somente o Caminho dos Pinheiros ligava a Vila dos Pinheiros à cidade de São Paulo, mas a partir de 1897 a planta da Vila de Pinheiros passou a ser representada, exibindo as ruas existentes nesse período: em 1897, o bairro exibia sua principal via de acesso, que vinha de São Paulo e prosseguia para Cotia (o antigo Caminho do Peabiru, equivalente à atual Rua Butantã), mas também as atuais ruas Teodoro Sampaio e Paes Leme; essas duas vias de acesso a São Paulo eram então cortadas por apenas cinco ruas: as atuais Fernão Dias, Padre Carvalho, Ferreira de Araújo, Amaro Cavalheiro e Eugênio de Medeiros.
No final do século XIX foi construída a Vila Operária de Pinheiros, ao lado direito das atuais Rua dos Pinheiros e Avenida Rebouças (sentido centro, a partir da atual Avenida Brigadeiro Faria Lima), enquanto o espaço rural da região foi desaparecendo rapidamente na região, a partir da década de 1930.
É interessante ressaltar que, conforme os mapas da transição do século XIX para o XX, como a "Planta Geral da Capital de São Paulo organizada sob a direção do Dr. Gomes Cardim" (1897) e a Planta da Vila Operária de Pinheiros, o Caminho dos Pinheiros (antigo Caminho do Peabiru), até a década de 1920 era claramente assinalado na parte alta da Avenida Rebouças (da Avenida Consolação até a Avenida Brasil) e - a partir de onde é hoje a Avenida Brasil e Praça Portugal (atravessando um riacho e um charco) - prosseguido pela atual Rua dos Pinheiros e Rua Butantã. No final dessa década foi construída uma rua que seguia na mesma direção da Avenida Rebouças (rumo à atual Avenida Brigadeiro Faria Lima), inicialmente denominada Rua Itapirussu e depois Rua Coronel Boaventura Rosa, mas que acabou sendo unificada à Avenida Rebouças a partir da década de 1930, renomeando-se o trecho posterior ao charco como Rua dos Pinheiros.

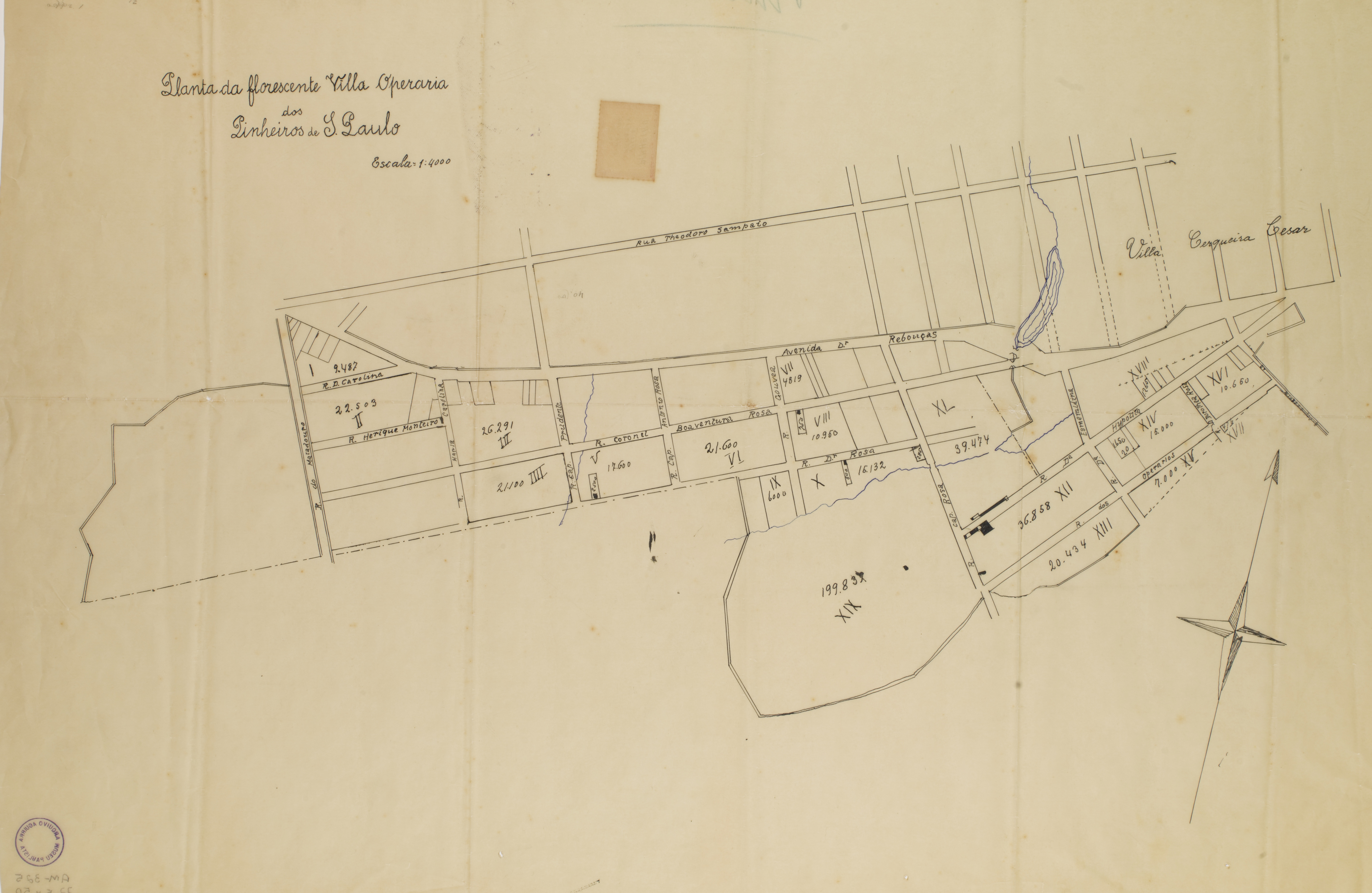
Planta da Vila Operária de Pinheiros. cerca de 1897

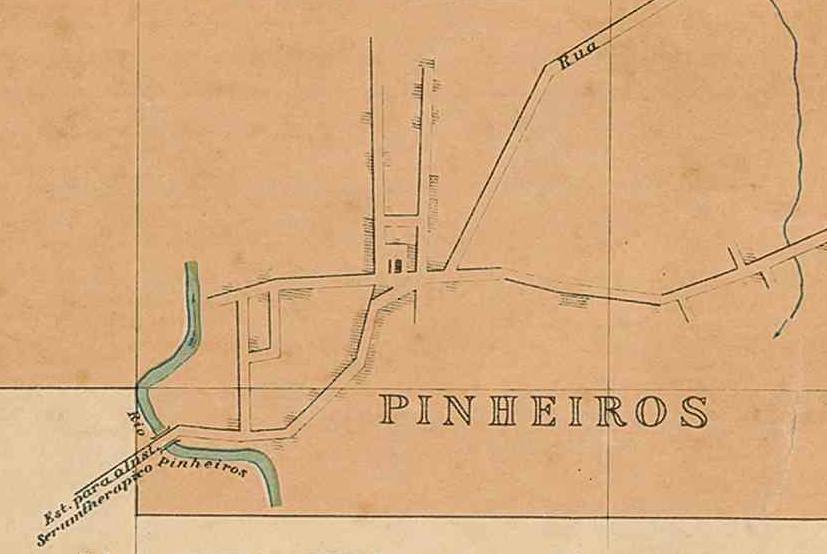
Vila dos Pinheiros em 1905

A progressiva mudança na configuração do bairro, em função do aumento do número de casas e ruas foi documentado nos mapas publicados nos anos seguintes: na primeira década do século XX foi construída a Rua Arco Verde (atual Rua Cardeal Arco-Verde) e instalada, na Rua Teodoro Sampaio, a linha de bonde ligando Pinheiros ao centro de São Paulo: iniciada em 1904, a linha de bonde passava pelo cemitério do Araçá e chegava até o cruzamento da Rua Teodoro Sampaio com a Rua Capote Valente. O Largo de Pinheiros foi contemplado com essa linha de bonde somente em 1909, após drenagem e aterro em toda a área entre os dois pontos.
O Mercado de Pinheiros foi inaugurado em 1910 e inicialmente não passava de uma área cercada por arame farpado com pequeno galpão no centro, onde agricultores locais e de Itapecerica da Serra, Carapicuíba, Piedade, M'Boy, mas principalmente de Cotia, comercializavam seus produtos. A área que ficava entre o Mercado de Pinheiros e o Largo de Pinheiros e que, a partir do início do século XX, começou a receber os agricultores de Cotia (predominantemente japoneses) que dirigiam-se à região para comercializar batatas (o principal produto agrícola de Cotia nas primeiras décadas do século XX) e lá estacionavam suas carroças e animais, acabou sendo denominada, por essa razão, de Largo da Batata.
Na década de 1910 o bairro foi ampliado, com a construção do novo bairro operário da Vila Cerqueira César e de um bairro operário entre as atuais ruas Fernão Dias, Padre Carvalho e Ferreira de Araújo, ambos a partir do modelo dos bairros operários da Mooca e do Brás, constituídos de ruas curtas e casas pequenas, com a frente junto à calçada e com as paredes laterais próximas das casas vizinhas, sem espaço frontal ou lateral para jardins, porém com quintal e, eventualmente, edícula nos fundos. Com isso, intensa modificação do perfil do bairro: em 1915 inaugurou-se a iluminação pública e, em 1929, iniciou-se o serviço de água encanada e a pavimentação das ruas com paralelepípedos. Ao mesmo tempo, o espaço entre o bairro de Pinheiros e o centro de São Paulo foi rapidamente urbanizado, passando a ser facilmente percorrido por meio do bonde.

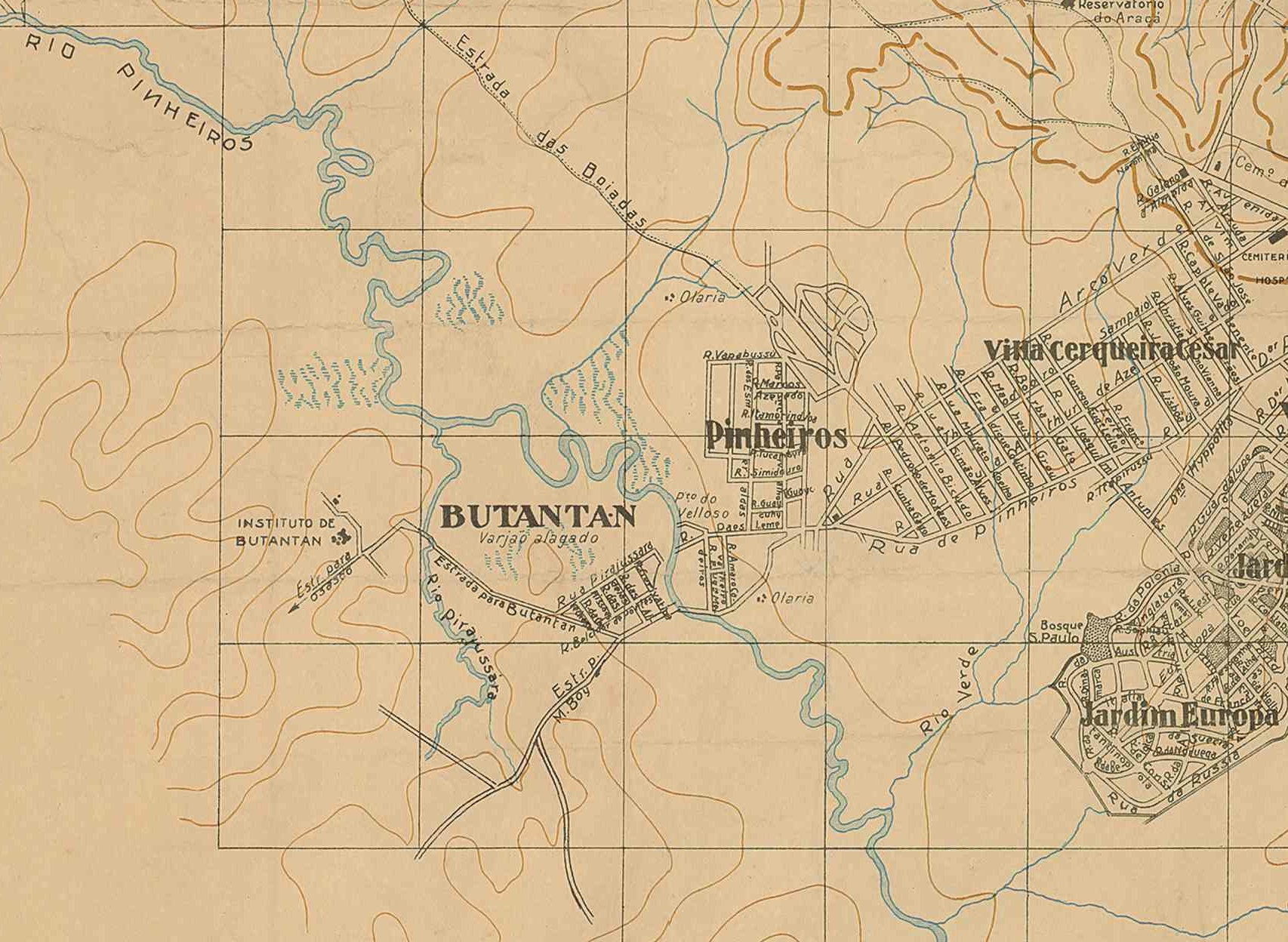
Bairros de Pinheiros e Butantã na Planta da Cidade de S. Paulo Mostrando Todos Os Arrabaldes e Terrenos Arruados (1924)

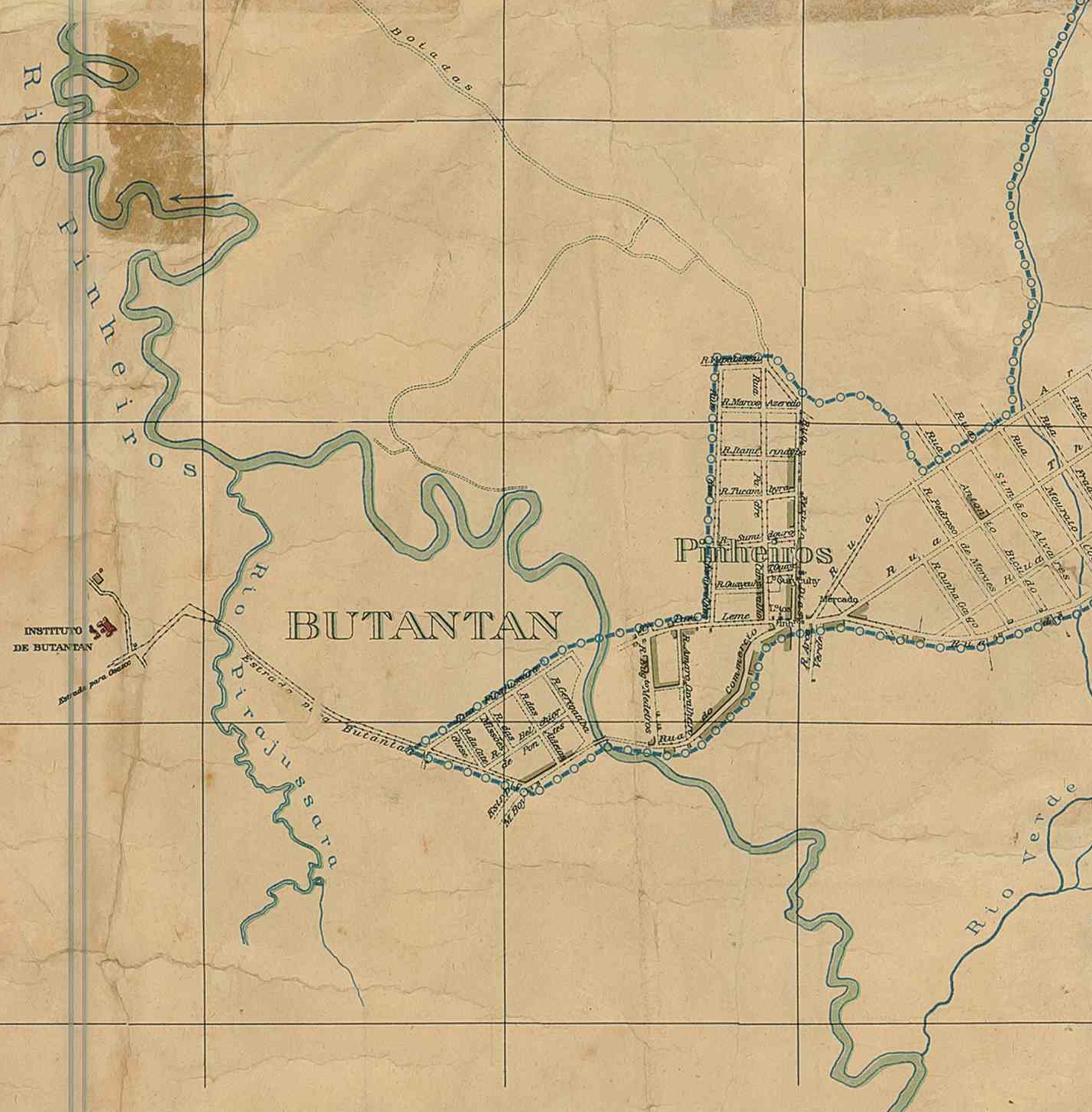
Pinheiros e Butantã na Planta da Cidade de São Paulo (1916)

### A relação entre Pinheiros e Cotia
O início da construção, em 1922, da BR-2 ou Estrada São Paulo-Paraná (futura Rodovia Raposo Tavares), sobre a antiga Estrada de Cotia ou Estrada de Sorocaba (anteriormente Caminho das Tropas), acelerou o desenvolvimento da região e atraiu os agricultores de Cotia a comercializarem seus produtos no Mercado de Pinheiros, fazendo com que a Cooperativa Agrícola de Cotia instalasse galpões de armazenamento no local que, por essa razão, passou a ser conhecido como Largo da Batata.

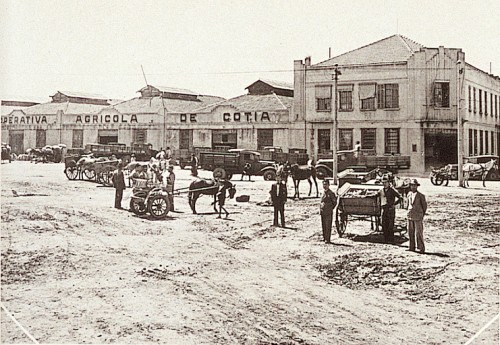
Instalações da Cooperativa Agrícola de Cotia (década de 1920) no Largo da Batata, onde os agricultores de Cotia comercializavam batatas e outros produtos agrícolas

Foram intensas as conexões entre Cotia e Pinheiros, e o desenvolvimento de um local passou a afetar o outro, fazendo com que o bairro de Pinheiros tenha se tornado uma conexão comercial com o oeste paulista. Foi por essa razão que, no século XIX, do lado oposto do Rio Pinheiros, existia um pouso de tropeiros conhecido como Botequim (assinalado nos mapas do final do século XIX e início do século XX), no local onde posteriormente foi instalada a Praça da Paineira (na qual foi plantada uma árvore dessa espécie, removida em 1971 para a reurbanização da área). A Praça da Paineira marcava o local de saída e chegada em São Paulo pelo caminho do oeste e, justamente, a entrada em seu bairro urbanizado mais distante do centro nessa época: o bairro de Pinheiros. Em seu local estão hoje a Praça Jorge de Lima e o Túnel Dr. Euryclides de Jesus Zerbine.

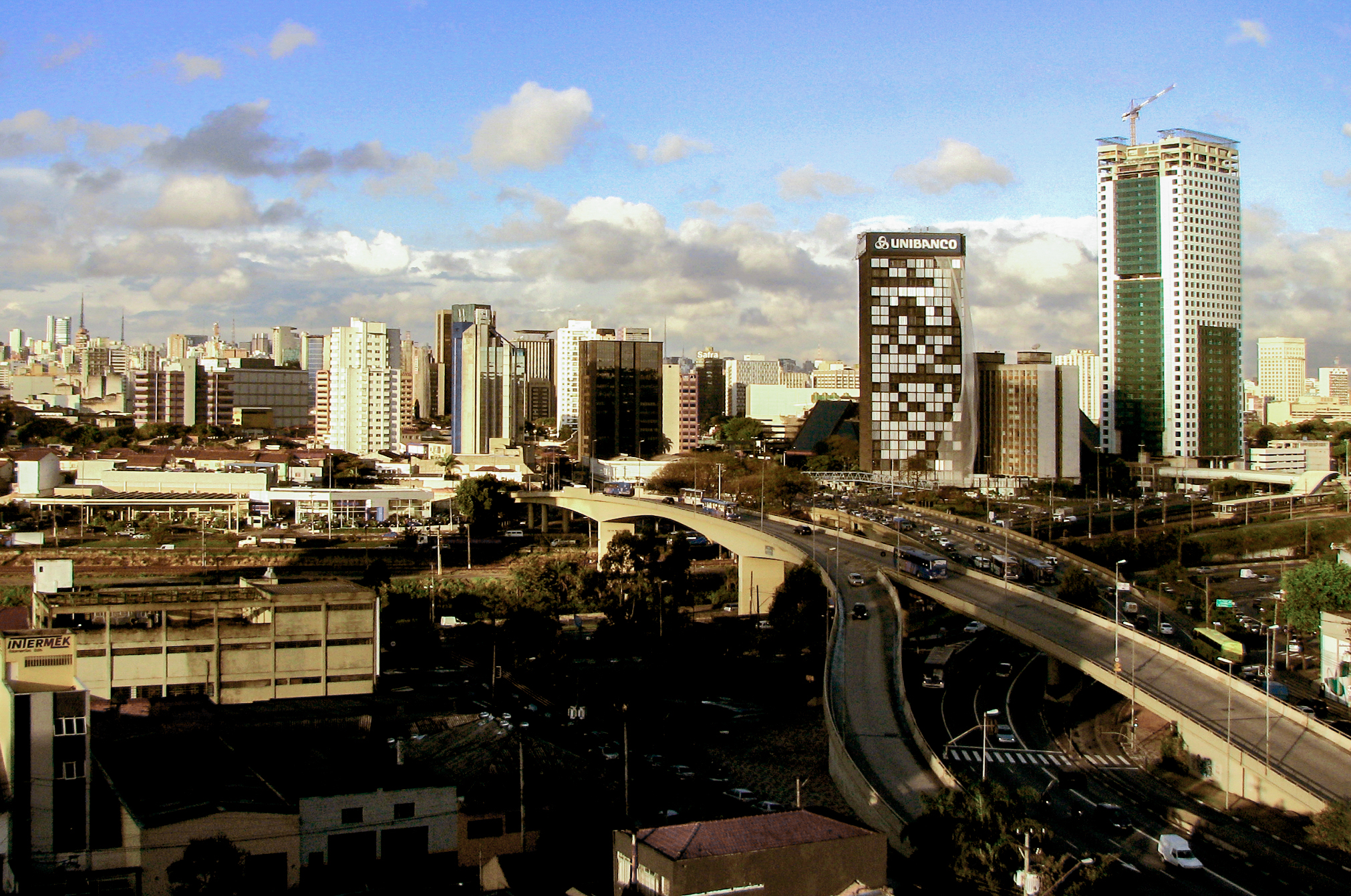